# الدوري الباراغواياني لكرة القدم 2019
الدوري الباراغواياني لكرة القدم 2019 هو الموسم 109 من  الدوري الباراغواياني لكرة القدم. كان عدد الأندية المشاركة فيه  12، وفاز فيه أوليمبيا أسونسيون.